# Asteromorpha tenax
Asteromorpha tenax is een slangster uit de familie Euryalidae.
De wetenschappelijke naam van de soort werd in 1980 gepubliceerd door Baker.